# Elisabeth Vrba
Elisabeth S. Vrba, née le 17 mai 1942 à Hambourg et morte le 5 février 2025 à New Haven, est une paléontologue de l'université Yale qui développe l'hypothèse du turnover-pulse.

## Biographie

### Formation
Elisabeth Vrba obtient son doctorat en zoologie et paléontologie à l'université du Cap, en 1974. Elisabeth Vrba étudie la zoologie et les statistiques mathématiques à dans cette université pour obtenir son diplôme de premier cycle. Après avoir obtenu son doctorat, elle mène ses premières recherches sur les fossiles africains au cours des derniers millions d'années, en suivant la séquence des fossiles à partir de l'analyse des strates géologiques et de l'analyse de la morphologie des fossiles. Elle est l'assistante principale de Charles Kimberlin Brain pendant sa direction du musée du Transvaal.

### Carrière
Elle est membre de la faculté du département de géologie et de géophysique de l'université Yale depuis le début des années 1980. Elle est bien connue pour avoir développé l'hypothèse du turnover-pulse, ainsi que pour avoir inventé le mot exaptation avec son collègue Stephen Jay Gould. Elle s'intéresse plus particulièrement à la famille des Bovidae (antilopes, etc.), mais ses étudiants étudient un large éventail d'espèces.

### Innovations
Vrba et son collègue Stephen Jay Gould sont renommés pour leur théorie de l'exaptation. Issues des recherches de Charles Darwin sur les traits génétiques développés au cours de l'adaptation dans l'évolution, les recherches d'Elisabeth Vrba et Gould ont suggéré que l'origine historique d'un trait génétique ne reflète pas toujours sa fonction contemporaine. Les adaptations génétiques peuvent prendre de nouvelles fonctions et servir à une espèce un objectif différent plus loin dans l'évolution. Gould décède en 2002, mais leur théorie est largement citée ces dernières années dans les ouvrages de vulgarisation scientifique,. La théorie de Vrba et Gould a également été critiquée ces dernières années par des chercheurs qui affirment que les traits génétiques subissent la pression de multiples facteurs, ce qui rend difficile la détermination du moment où l'adaptation ou l'exaptation est en jeu.
Elisabeth Vrba a également construit l'hypothèse du turnover-pulse, un ajout important à la théorie macro-évolutive.

## Publications (sélection)
- (en) Gould, S. J. et Vrba, E., « Exaptation—a missing term in the science of form », Paleobiology, no 8,‎ 1982, p. 4-15 (lire en ligne)
- (en) Vrba, E. et Gould, S. J., « The hierarchical expansion of sorting and selection », Paleobiology, vol. 12, no 2,‎ 1986, p. 217-228.
- (en) Vrba, E., « The Pulse That Produced Us », Natural History, vol. 102, no 5,‎ 1993, p. 47-51 (lire en ligne).